# Iván Pávlov (aviador)
Iván Fomich Pávlov (en ruso: Ива́н Фоми́ч Па́влов; 25 de junio de 1922 – 12 de octubre de 1950) fue un piloto de ataque a tierra que combatió en las filas de la Fuerza Aérea Soviética durante la Segunda Guerra Mundial. Durante dicho conflicto se desempeñó como comandante de vuelo y de escuadrón en el 6.º Regimiento de Aviación de Asalto de la Guardia, por lo que fue nombrado dos veces Héroe de la Unión Soviética. Pávlov continuó sirviendo en la Fuerza Aérea de la posguerra, llegando a comandar un regimiento, pero murió en un accidente aéreo sólo cinco años después del final de la guerra.

## Biografía

### Infancia y juventud
Iván Pávlov nació en el seno de una familia de campesinos rusos en la pequeña localidad rural de Boris-Romanovka, 45 kilómetros al norte de Kostanái en la gobernación de Kostanái —entonces parte de la RSFS de Rusia, actualmente ubicada en la provincia de Kostanái en Kazajistán—. Entre 1931 y 1932 residió en la estación de Terensai, ahora en el raión de Adamovka del óblast de Oremburgo y en 1932 se mudó a la ciudad de Magnitogorsk en el óblast de Cheliábinsk. Donde, en 1937, se graduó en el séptimo grado de la escuela local y posteriormente estudió en el Colegio Industrial de Magnitogorsk.
Recibió entrenamiento de vuelo en el club de vuelo local de la asociación paramilitar OSOAVIAJIM (Unión de Sociedades de Asistencia para la Defensa, la Aviación y la Construcción Química de la URSS) de Magnitogorsk, donde se graduó en 1940. Se unió al Ejército Rojo en diciembre de ese año y fue seleccionado para estudiar en la 1.ª Escuela de Pilotos de Aviación Militar de Chkalov.

### Segunda Guerra Mundial
Continuó su entrenamiento de vuelo después de la invasión alemana de la Unión Soviética y en mayo de 1942 se graduó en la escuela de pilotos con el rango de sargento. Pávlov luchó en la Segunda Guerra Mundial con el 6.º Regimiento de Aviación de Asalto de la Guardia, una unidad de ataque terrestre, inicialmente como un simple piloto y posteriormente ascendió a piloto superior, comandante adjunto de escuadrón, comandante de escuadrón y navegante de regimiento. En el transcurso de la guerra luchó integrado en el Frente de Kalinin (desde junio de 1942), en el Primer Frente Báltico (desde octubre de 1943) y en el Tercer Frente Bielorruso (desde febrero de 1945 hasta el final de la guerra en mayo) y participó en la ofensiva de Rzhev-Sychyovka, ofensiva de Rzhev-Víazma, batalla de Smolensk, ofensiva de Nével, Operación Bagratión, ofensiva de Šiauliai, la ofensiva de Riga, batalla de Memel y la ofensiva de Prusia Oriental.
Completó 77 salidas de combate entre junio de 1942 y mayo de 1943, liderando varias misiones exitosas de reconocimiento y ataque. En sus primeras veintiséis misiones de combate, de mayo a agosto de 1942, voló la variante monoplaza del Ilyushin Il-2, Se le atribuye la destrucción de dos cruces alemanes, el primero en el Volga en la zona del pueblo de Varyushino, y el segundo en el Dniéper cerca del pueblo de Mityukovo. También se le atribuyó la destrucción de tres tanques, doce vehículos, seis cañones de campaña, ocho cañones antiaéreos y seis vehículos cargados con municiones.
El 8 de agosto de 1942, recibió su primer ascenso a sargento mayor y, al día siguiente, 7 de agosto su avión resultó gravemente dañado por fuego antiaéreo, el propio Pávlov sufrió una conmoción cerebral. A pesar de sus heridas, logró llevar su Il-2 dañado de regreso al aeródromo. Después del aterrizaje exitoso, su avión fue enviado a la retaguardia para realizar reparaciones importantes. Sobre el área de Rzhev, entró en combate con cazas alemanes el 23 de agosto y se le atribuyó el derribo de un Bf 109, a pesar de que su Il-2 estaba gravemente dañado. El 26 de agosto de 1942, por completar sus primeras veintiséis salidas de combate, recibió la Orden de la Bandera Roja. En el otoño de 1942 se le atribuyó la destrucción de cuatro locomotoras de vapor, diez vagones de tren, ocho cañones, treinta y dos vehículos, trece vagones de carga y hasta 130 soldados alemanes. Recibió la Orden de la Guerra Patria de 1.er grado el 4 de diciembre por completar otras veintinueve salidas de combate. Ese mismo día fue ascendido a starshina.

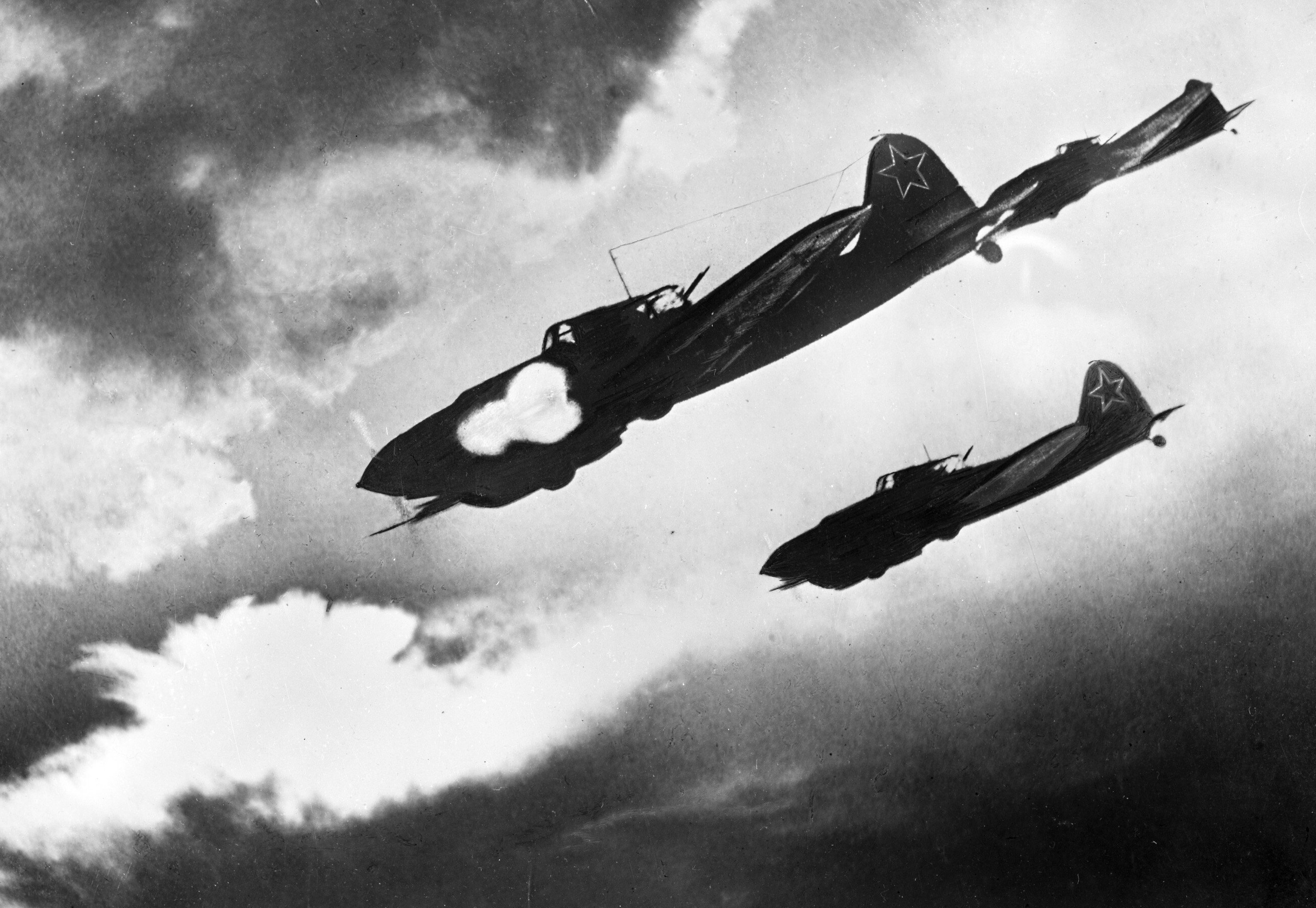
Un grupo de Ilyushin Il-2 Sturmovik atacan posiciones alemanas durante la batalla de Kursk.

El 6.º Regimiento de Aviación de Asalto de la Guardia fue reequipado con la variante biplaza del Il-2 en enero de 1943. En marzo, Pavlov completó una misión especial para lanzar 15 000 cartuchos de munición a un grupo de partisanos que estaban rodeados y lo hizo a pesar de las difíciles condiciones climáticas. Se convirtió en oficial con el rango de subteniente el 12 de abril, fue ascendido a teniente el 4 de julio y a teniente primero el 20 de septiembre. Se le concedió una segunda Orden de la Bandera Roja el 2 de junio por completar diecinueve salidas de combate. Completó tres misiones de combate en un día el 13 de agosto, liderando nueve Il-2 sobre el área de Dujovschina, atacó eficazmente la artillería, las piezas de mortero y las baterías antiaéreas alemanas.
El 23 de agosto lideró un grupo de seis Il-2  en el ataque contra un punto fortificado alemán en la zona del pueblo de Buyantsevo. Durante el ataque los aviones soviéticos destruyeron ocho baterías de artillería y sus servidores, cinco puestos de tiro de artillería antiaérea, dos cañones de campaña y hasta 150 efectivos, A Pavlov se le atribuyó personalmente la destrucción de un cañón de artillería de campaña, dos morteros, tres vehículos y más de treinta soldados. Durante el vuelo de regreso, el grupo se encontró con quince bombarderos Ju 87 escoltados por quince Bf 109 a una altitud de entre 600 y 1000 metros. Los Il-2 se enfrentaron a los aviones alemanes y sin sufrir pérdidas propias derribaron dos Ju 87 enemigos. A Pavlov se le atribuye haber derribado uno de estos con una breve ráfaga de cañón.
El 14 de septiembre, dirigió seis Il-2 en un ataque contra un tren blindado alemán y lo atacó desde 400 metros, a pesar del intenso fuego antiaéreo. El tren quedó fuera de servicio debido al impacto de varias bombas de 100 kg. Por su coraje y heroísmo al completar más de 127 incursiones antes del 9 de octubre de 1943, el comandante de vuelo Pavlov recibió la Estrella de Oro de Héroe de la Unión Soviética y la Orden de Lenin el 4 de febrero de 1944. Cuando la noticia de la concesión del título llegó a su ciudad natal, se organizó una colecta y se recaudaron fondos para la construcción de cuatro aviones de ataque a tierra para su escuadrón, uno de los cuales fue entregado al propio Pavlov. El avión llevaba la inscripción: «A nuestro compatriota, Héroe de la Unión Soviética Iván Pávlov, de parte de los trabajadores de Kostanái». Pávlov realizó algunas salidas de combate con el corresponsal de guerra Boris Shukanov como artillero. Después de la guerra, el corresponsal escribió el libro «La trayectoria de una hazaña», en el que elogiaba calurosamente a Pávlov y recordaba las salidas de combate que realizó con el piloto.

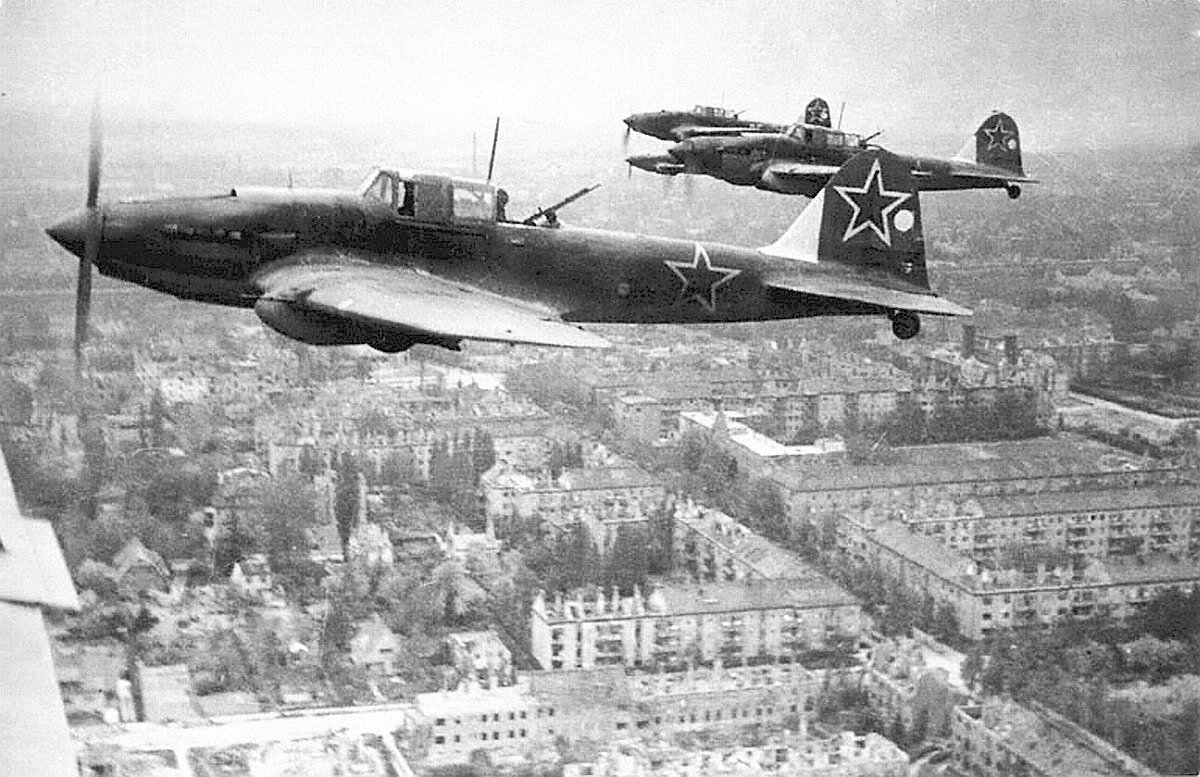
Aviones IL-2 sobrevolando Berlín en mayo de 1945

El verano de 1944 fue un período de intensos combates para Pávlov, que había sido ascendido a capitán el 2 de mayo. Durante la Operación Bagratión, realizó hasta tres misiones de combate al día. El 1 de julio, mientras volaba en un grupo de cuatro Il-2 para destruir un cruce sobre el río Drissa, que estaba siendo utilizado por las tropas alemanas en retirada, pudo destruir tanto el cruce como algunos equipos en el primer ataque. Se le concedió una segunda Orden de Lenin el 2 de agosto por completar treinta salidas de combate. De enero a octubre de 1944, mientras estuvo al mando del escuadrón, sus pilotos completaron 690 misiones de ataque a tierra, atribuyéndose la destrucción de 75 tanques, ocho aviones en tierra, quince aviones en el aire, tres locomotoras, 52 vagones, 62 cañones, 130 vagones y más de 2000 efectivos del enemigo. Por su exitoso liderazgo del escuadrón, recibió la Orden de Alejandro Nevski el 7 de octubre. Después de haber completado otras 77 incursiones el 16 de octubre, Pávlov, ahora comandante de escuadrón, recibió el título de Héroe de la Unión Soviética por segunda vez el 23 de febrero de 1945.
En total, durante la guerra realizó 237 salidas de combate a los mandos de un Ilyushin Il-2. Después de la guerra participó en el Desfile de la Victoria de Moscú de 1945 que tuvo lugar en la Plaza Roja de Moscú el 24 de junio de 1945 con la columna del Primer Frente Báltico.

### Posguerra
Después de la guerra, continuó sirviendo como navegante del regimiento, estacionado en el óblast de Kaliningrado. Posteriormente, en julio de 1946, ingresó en la Academia Militar Frunze y fue ascendido a mayor el 28 de julio de 1948. En noviembre de 1949 se graduó en la academia y después, en enero de 1950, asumió el mando del 947.º Regimiento de Aviación de Asalto, en Dubno, en el oeste de Ucrania, en el Distrito Militar de los Cárpatos. Con el 947.º Regimiento voló el Ilyushin Il-10, el reemplazo del Il-2. Cuando se introdujeron las clasificaciones de piloto en 1950, recibió la calificación de piloto militar de tercera clase.
Pavlov murió en el accidente de su Il-10 en el área de la aldea de Mijailovka, en el óblast de Rivne (Ucrania), durante un vuelo de entrenamiento nocturno el 12 de octubre de 1950.

## Monumentos conmemorativos

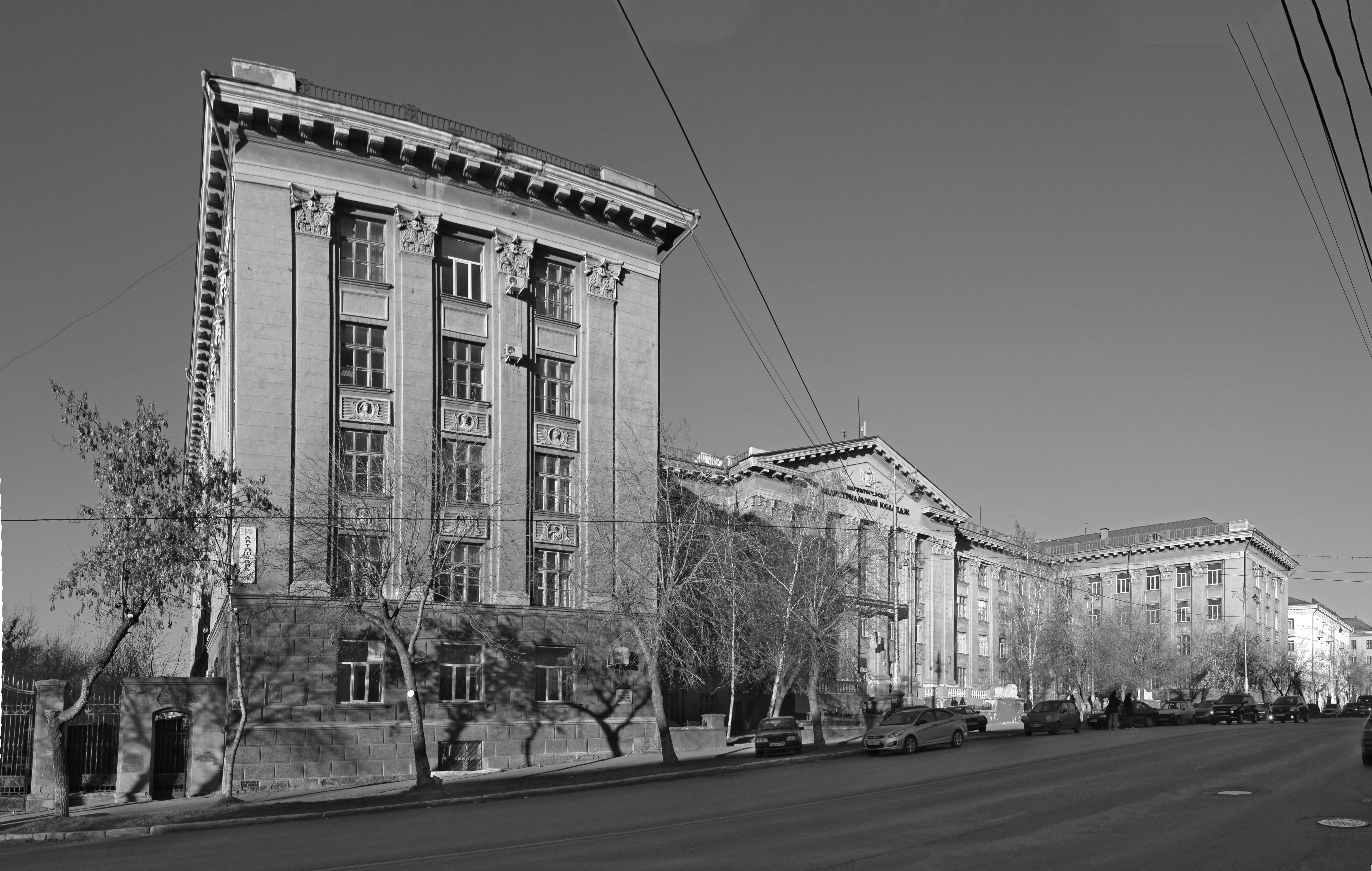
El edificio del Colegio Industrial de Magnitogorsk (Rusia) donde Pávlov estudió en su juventud

Fue enterrado en el Parque de la Victoria de la ciudad de Kostanái, donde se erigió un busto de bronce en su memoria en 1952 y también se nombró una calle de la ciudad en su honor. Varias calles en la ciudad Magnitogorsk y en el asentamiento de Zatobolskoe también recibieron su nombre. Se colocó una placa conmemorativa en la pared de la escuela de Magnitogorsk en la que estudió. El Colegio Politécnico N.º 8 de Moscú lleva su nombre. Además su nombre está eternamente incluido en la lista de servicio activo de su unidad (un honor que a menudo se otorga a los Héroes de la Unión Soviética que murieron mientras estaban en servicio activo).
Su aldea natal, Boris-Romanovka, pasó a llamarse imeni Pavlova en su honor en 2018, en respuesta a una petición de sus habitantes. En 1965 se inauguró en la escuela del pueblo un museo dedicado a su memoria, que recopila recuerdos de su vida. Un pequeño parque al norte de su ciudad natal a lo largo del río Tobol lleva su nombre.

## Condecoraciones
A lo largo de su carrera militar, Iván Pávlov recibió las siguientes condecoraciones
|  | Héroe de la Unión Soviética, dos veces (4 de febrero de 1944 y 23 de febrero de 1945) |
|  | Orden de Lenin, dos veces (4 de febrero de 1944 y 2 de agosto de 1944)                |
|  | Orden de la Bandera Roja, dos veces (26 de septiembre de 1942 y 2 de junio de 1943)   |
|  | Orden de Alejandro Nevski (7 de octubre de 1944)                                      |
|  | Orden de la Guerra Patria de 1.er grado (4 de diciembre de 1942)                      |
|  | Medalla por la Victoria sobre Alemania en la Gran Guerra Patria 1941-1945 (1945)      |